# Головковы
Головковы — дворянские роды.
1. Происходит от Ивана Ларионовича Головкова, подключника Кормового дворца, жалованного поместьями (1617). Его потомство внесено в VI часть родословной книги Ярославской губернии (Гербовник, IX, 34)[1].
2. Происходит от Ивана Ферапонтовича Головкова, владевшего поместьями (1691), и внесён в I часть родословной книги Вологодской губернии.

Остальные роды Головковых позднейшего происхождения.

## История рода
Иван Максимович и Никита Головковы в XV столетии владели поместьями в Новгородской области. Григорий Иванович упоминается (1549).
Иван Мартынович козельский губной староста (1660-1668), межевал земли в Воротынском уезде (1668).
Четверо представителей рода владели населёнными имениями (1699).

## Описание герба
В щите, имеющем поле серебряное, изображены две шпаги, острием обращенные вверх и между ними на полосе, разрезанной диагонально к левому верхнему углу; в голубом и красном полях находятся три золотых львиных головы, означенных одна над другою.
На щите дворянский коронованный шлем. Нашлемник: три страусовых пера. Намёт на щите золотой, подложенный красным и голубым. Герб рода Головковых внесён в Часть 9 Общего гербовника дворянских родов Всероссийской империи, стр. 34.

## Известные представители
- Головков Иван — дьяк (1629-1637)[3].
- Головков Исаак — стряпчий Сытного дворца (1643).
- Головков Иван — воевода в Козельске (1675).
- Головков Степан — воевода в Пышминском остроге (1683)[4].
- Головков Данила — стряпчий Кормового дворца (1693)[2].